# 阿倍毛人
阿倍 毛人（あべ の えみし）は、奈良時代の公卿。系譜は明らかでないが、大納言・阿倍宿奈麻呂の子とする説がある。官位は従四位上・参議。

## 経歴
天平18年（746年）従五位下に叙爵し、翌天平19年（747年）玄蕃頭に任ぜられる。天平勝宝6年（754年）山陽道巡察使。
淳仁朝では、天平宝字3年（759年）従五位上・仁部大輔、天平宝字6年（762年）左中弁、天平宝字7年（763年）正五位下・河内守と要職を歴任しながら順調に昇進した。
しかし、天平宝字8年（764年）に発生した藤原仲麻呂の乱では、藤原仲麻呂側に加勢しなかったらしく、翌天平神護元年（765年）には正五位上次いで従四位下と続けて昇叙された。のち称徳朝では、五畿内巡察使・大蔵卿・造東大寺次官を歴任し、神護景雲4年（770年）8月の称徳天皇崩御に際しては山陵司を務めている。
同年10月の光仁天皇の即位に伴い従四位上に叙せられ、翌宝亀2年11月（772年1月）参議に任ぜられ公卿に列する。宝亀3年（772年）11月17日卒去。最終官位は参議従四位上。

## 官歴
『続日本紀』による。
- 時期不詳：正六位上
- 天平18年（746年） 4月22日：従五位下
- 天平19年（747年） 3月10日：玄蕃頭
- 天平勝宝6年（754年） 7月20日：御装束司（太皇太后・藤原宮子葬儀）。11月1日：山陽道巡察使
- 天平宝字3年（759年） 5月17日：文部少輔。6月16日：従五位上。11月5日：仁部大輔
- 天平宝字6年（762年） 正月9日：左中弁
- 天平宝字7年（763年） 正月9日：正五位下、河内守
- 天平神護元年（765年） 正月7日：正五位上。閏10月15日：従四位下
- 天平神護2年（766年） 9月23日：五畿内巡察使。
- 天平神護3年（767年） 2月28日：大蔵卿。8月29日：造東大寺次官
- 神護景雲4年（770年） 8月4日：山陵司（称徳天皇崩御）。10月1日：従四位上
- 宝亀2年（771年） 5月14日：伊勢守。11月23日：参議
- 宝亀3年（772年） 11月17日：卒去（参議従四位上）

## 系譜
- 父：阿倍宿奈麻呂[1]
- 母：不詳